# Cheilosia impressa
Cheilosia impressa là một loài ruồi trong họ Ruồi giả ong (Syrphidae). Loài này được Loew mô tả khoa học đầu tiên năm 1840. Cheilosia impressa phân bố ở vùng Cổ Bắc giới